# 當銘孝仁
當銘 孝仁（とうめ たかのり、1992年12月21日 - ）は、日本のカヌー選手。2020年東京オリンピックに男子C-1 1000メートルで出場。

## 経歴
中学生の時にハーレーの漕ぎ手に憧れてハーレーを始める。
高校生の時のアルバイト先で、ハーレーに取り組んでいる先輩と出会ったことがきっかけでボートを始める。沖縄水産高校カヌー部に入部後、地元開催の美ら島総体で優勝。
ジュニアの日本代表に選ばれ、大学生の時にU23の日本代表となり、2012年・2013年の大正大学在学時にはインカレを連覇、2014年にはU23世界選手権に出場。2015年にA代表入り。
2018年のアジア大会ではカナディアンペアで7位、2021年の2020年東京オリンピックでは開催国枠で出場し、準々決勝で敗退した。